# Tu romnije
Tu romnije é um álbum de estúdio do cantor sérvio Šaban Bajramović, lançado em 1981.

## Lista de faixas
Todas as faixas compostas por Šaban Bajramović e Zoran Pejković, exceto "Ciganka je malena", música tradicional adaptada por Bajramović e Pejković.
| N.º            | Título                   | Duração |  |
| 1.             | "Ciganka je malena"      | 4:30    |  |
| 2.             | "Bahtalo dad"            | 2:40    |  |
| 3.             | "Dade dade"              | 4:15    |  |
| 4.             | "Peno"                   | 3:12    |  |
| 5.             | "Kerda boško bari škoda" | 3:31    |  |
| 6.             | "Tu romnije"             | 2:24    |  |
| 7.             | "Dema miro"              | 3:29    |  |
| 8.             | "Djelo djelo"            | 3:12    |  |
| 9.             | "Piravelo mile"          | 4:40    |  |
| 10.            | "Pelno me sem"           | 4:08    |  |
| Duração total: | Duração total:           | 36:01   |  |

## Créditos
Produção
- Branko Škrajner: engenheiro de som[1]